# Murakami Masaaki
Masaaki Murakami (村上昌謙 Murakami Masaaki, sinh ngày 7 tháng 8 năm 1992 ở Shiga) là một cầu thủ bóng đá người Nhật Bản thi đấu cho Renofa Yamaguchi.

## Thống kê câu lạc bộ
Cập nhật đến ngày 23 tháng 2 năm 2017.
| Thành tích câu lạc bộ | Thành tích câu lạc bộ | Thành tích câu lạc bộ | Giải vô địch | Giải vô địch | Cúp                   | Cúp                   | Tổng cộng | Tổng cộng |
| Mùa giải              | Câu lạc bộ            | Giải vô địch          | Số trận      | Bàn thắng    | Số trận               | Bàn thắng             | Số trận   | Bàn thắng |
| Nhật Bản              | Nhật Bản              | Nhật Bản              | Giải vô địch | Giải vô địch | Cúp Hoàng đế Nhật Bản | Cúp Hoàng đế Nhật Bản | Tổng cộng | Tổng cộng |
| --------------------- | --------------------- | --------------------- | ------------ | ------------ | --------------------- | --------------------- | --------- | --------- |
| 2015                  | Renofa Yamaguchi      | J3 League             | 0            | 0            | 0                     | 0                     | 0         | 0         |
| 2016                  | Renofa Yamaguchi      | J2 League             | 12           | 0            | 1                     | 0                     | 13        | 0         |
| Tổng cộng sự nghiệp   | Tổng cộng sự nghiệp   | Tổng cộng sự nghiệp   | 12           | 0            | 1                     | 0                     | 13        | 0         |